# Monti Čerskij

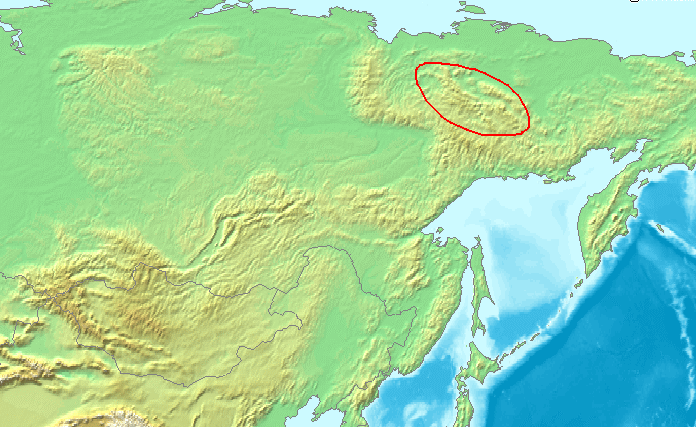
Localizzazione dei monti Čerskij.

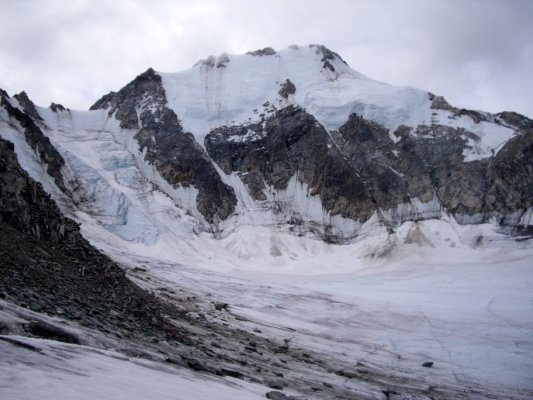
Il picco Pobeda, la massima elevazione della catena

I Monti Čerskij (in russo, хребет Черского, chrebet Čerskogo) sono un complesso sistema montuoso della Siberia Orientale, in Russia, che si estende per 1 500 km in direzione nord-ovest/sud-est nella repubblica autonoma della Sacha-Jacuzia e nell'oblast' di Magadan.

## Geografia
Il sistema montuoso è costituito da creste parallele e i monti Ulachan-Čistaj sono la parte più alta dell'intero sistema, fra essi si trova il monte Pobeda, il punto più alto dell'intero sistema (3 003 m). I confini del sistema montuoso sono: gli altopiani della Jana e di Ojmjakon a ovest; la valle della Moma e del Selennjach a nord-est; e l'altopiano dell'alta Kolyma a sud. Parallela a nord-est si trova la catena dei Monti della Moma, a nord i Monti del Selennjach.
Le principali catene che fanno parte del sistema montuoso sono le seguenti (tra parentesi la massima altitudine della catena montuosa).

Tra i fiumi Jana e Indigirka:
- Chadaran'ja (Хадаранья, 2 185 m)
- Kisiliach (Кисиляхский, 1 548 m)
- Tas-Chajachtach (Тас-Хаяхтах, 2 356 m)
- Čemalginskij (Чемалгинский, 2 547 m)
- Kurundja (Курундя,1 919 m)
- Dogdo (Догдо, 2 272 m)

Nel corso superiore della Kolyma:
- Ulachan-Čistaj (Улахан-Чистай, 3 003 m)
- Ochandja (Охандя, 2 337 m)
- Čerge (Черге, 2 332 m)
- Anngačak (Большой Аннгачак, 2 293 m)

Tra il Čibagalach e l'Adyča:
- Čibagalachskij (Чибагалахский, 2 449 m),
- Borong (Боронг, 2 304 m)
- Siljapskij (Силяпский, 2 703 m)
- Nen'delginskij (Неньделгинский, 1 777 m)

Tra l'Indigirka e la Nera:
- Tas-Kystabyt (Тас-Кыстабыт, 2 341 m)
- Chalkanskij (Халканский, 1 615 m)

## Idrografia
Hanno origine dai monti Čerskij alcuni fra i maggiori fiumi della Siberia nord-orientale, come la Kolyma e il Tompo; l'Indigirka invece nasce più a meridione, dai monti Suntar-Chajata, e nel suo percorso verso nord taglia in due la catena separandola in due parti.

## Geologia
La catena è situata sul confine fra la placca eurasiatica e la placca nordamericana, insieme con i monti di Verkhojansk; vi si trovano importanti giacimenti di minerali metalliferi, soprattutto di oro e stagno.

## Storia
I monti prendono il nome dall'esploratore, geologo e botanico polacco Jan Čerskij, morto durante una spedizione nella Siberia nord-orientale nel 1892.